# Art hawaïen

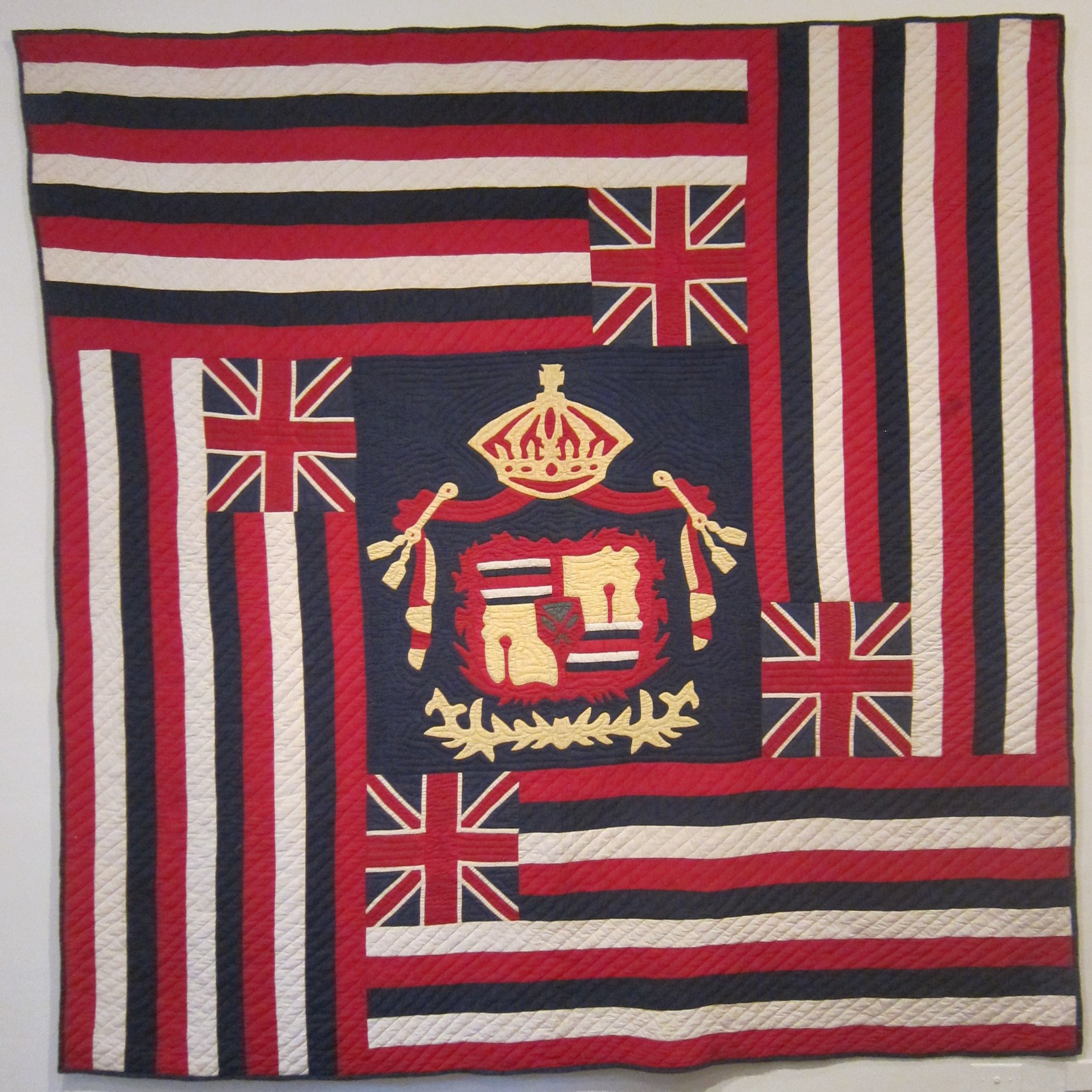
Ku Okina Hae Aloha (Mon drapeau bien-aimé), courtepointe hawaïenne en coton de Waimea, avant 1918, Honolulu Museum of Art.

L'archipel hawaïen se compose de 137 îles dans l'océan Pacifique. Les Polynésiens y sont arrivés il y a un à deux millénaires et, en 1778, le capitaine James Cook et son équipage devinrent les premiers Européens à visiter Hawaï (qu'ils nommèrent îles Sandwich). L'art créé dans ces îles peut être divisé entre l'art existant avant l'arrivée de Cook ; l'art produit par des occidentaux récemment arrivés ; et l'art produit par les Hawaïens incorporant des matériaux et des idées occidentales. On peut trouver des collections publiques d'art à l'Honolulu Museum of Art, au Bishop Museum (Honolulu), au Hawaii State Art Museum et à l'université de Göttingen en Allemagne. En 1967, Hawaï est le premier État des États-Unis à instaurer un quota réservé à l'art.

## Art antérieur à l'arrivée de Cook

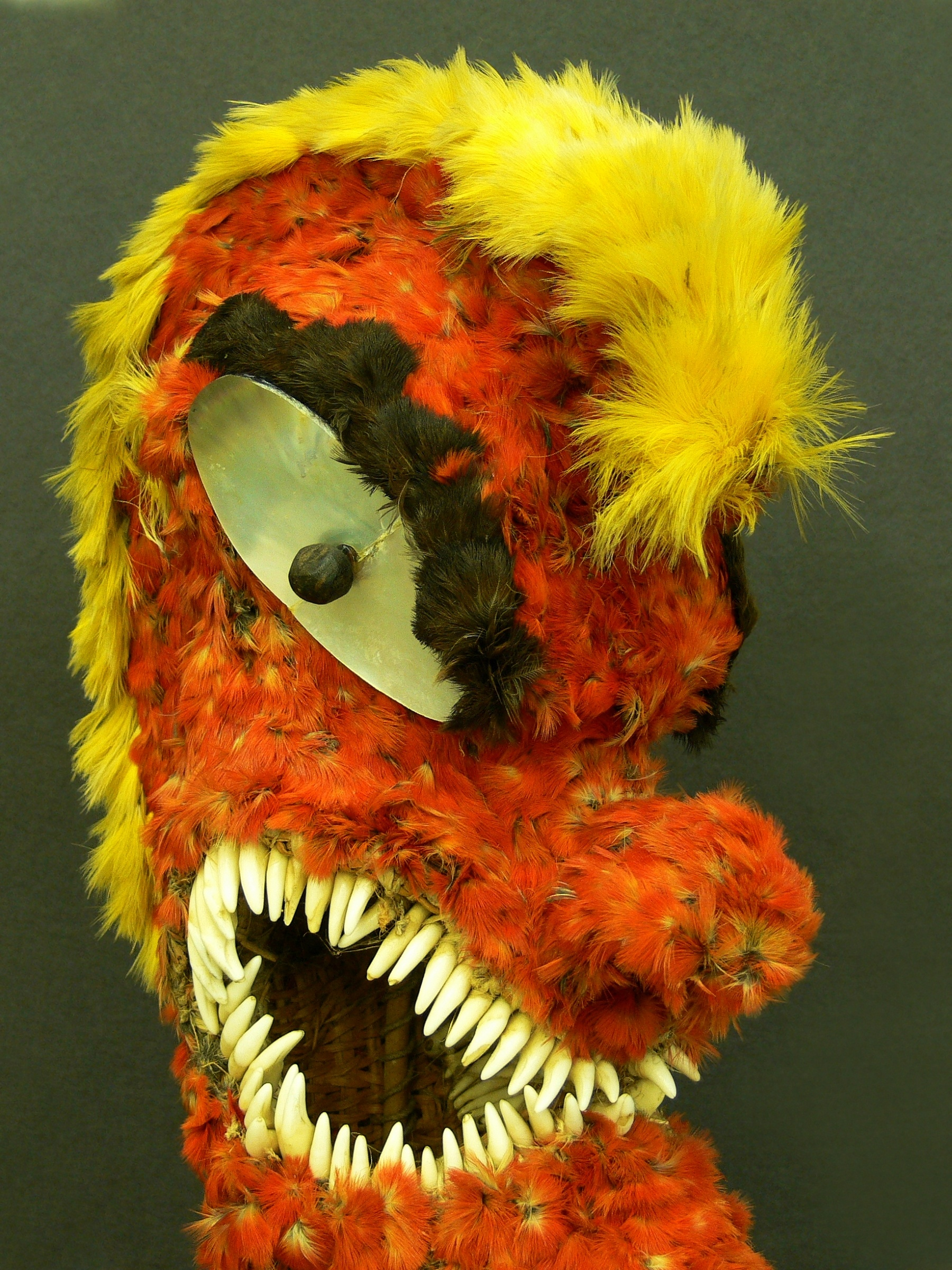
Kii-Hulu Manu (image hawaïenne à plumes), XVIIIe siècle, représentant Kuka'ilimoku, osier, plumes, nacre, dents de chien, Collection Cook-Forster de l'Université de Göttingen, Allemagne.

L'art antérieur à l'arrivée de Cook est similaire à celui des autres insulaires du Pacifique. Cet art comprend des sculptures sur bois, des travaux de plumes, des pétroglyphes, des tissus d'écorce (appelés kapa en hawaïen et tapa ailleurs dans le Pacifique) et des tatouages. Les Hawaïens natifs n'avaient ni métal ni tissage. Cet art se poursuit après l'arrivée de Cook : quelques artisans hawaïens produisent encore des œuvres de ce type, dans le but de les vendre aux touristes ou de préserver la culture traditionnelle hawaïenne.

## Art produit par les visiteurs
Parmi les premiers visiteurs occidentaux de Hawaï se trouvent des artistes, certains travaillant pour des explorateurs afin de produire des œuvres au sujet de leurs découvertes. Ils dessinent et peignent les habitants et les paysages d'Hawaï en utilisant des matériaux et des concepts importés. Parmi eux, on compte :  Alfred Thomas Agate (américain 1812-1849), Mabel Alvarez (américain 1891-1985), Auguste Borget (français 1809-1877), George Henry Burgess (anglais 1831-1905), Jean Charlot (français 1898-1979 ), Nicholas Chevalier (1828-1902), Louis Choris ( allemand – ukrainien 1795-1828), Ernest William Christmas ( australien 1863- 1918), Amelia R. Coats (américaine), Constance Fredericka Gordon Cumming ( écossaise 1837-1924), Robert Dampier ( anglais 1800-1874), Stanislas-Henri-Benoit Darondeau ( français (1807-1841), John La Farge (américain 1835-1910), Ejler Andreas Jorgensen ( danois 1838-1876), Georgia O'Keeffe (américain 1887 -1986), Roi George Partridge (Américain 1888-1984), Ambrose McCarthy Patterson (Australien 1877-1967), Enoch Wood Perry, Jr. (Américain 1831-1915), James Gay Sawkins (Britannique 1806-1878), Eduardo Lefebvre Scovell (Anglais 1864-1918), Joseph Henry Sharp (Américain 1859-1953), John Mix Stanley (Américain 1814-1872), Joseph Dwight Strong (Américain 1852-1899), Augus tus Vincent Tack (américain 1870-1949), Adrien Taunay le Jeune (français 1803-1828), Jules Tavernier (français 1844-1889), William Pinkney Toler (américain 1826-1899), Hubert Vos ( néerlandais 1855-1935), Lionel Walden (américain 1861-1933), John Webber ( suisse -anglais 1752-1793) et Theodore Wores (américain 1859-1939). Les scènes nocturnes de volcans en éruption sont appréciées, donnant naissance à The Volcano School.

## Art produit par des Hawaïens et des résidents de longue durée
Les œuvres d'art produites par les résidents nés et de longue date d'Hawaï incorporant des matériaux et des idées occidentales sont par exemple des peintures sur toile et des courtepointes. La plupart des œuvres d'art actuellement produites à Hawaï appartiennent à cette troisième catégorie. Parmi les artistes notables de cette catégorie figurent le sculpteur Satoru Abe (né à Hawaï, 1926-), le sculpteur sur bois Fritz Abplanalp (né en Suisse, 1907-1982), le sculpteur Bumpei Akaji (né à Hawaï, 1921-2002), Charles W. Bartlett (né à San Francisco, 1860-1940), la sculptrice Marguerite Louis Blasingame (né à Hawaï, 1906-1947), Edward M. Brownlee (né en Oregon, 1929-), Isami Doi (né à Hawaï 1903-1965), Paul Emmert (né en Suisse, 1826-1867), Robert-Lee Eskridge (né en Pennsylvanie 1891-1975), Sally Fletcher-Murchison (née à Hawaï, 1933-), Cornelia MacIntyre Foley (née à Hawaï, 1909-), Juliette May Fraser (née à Hawaï, 1887-1983), Charles Furneaux (né à Boston, 1835-1913), Hon Chew Hee (né à Hawaï, 1906-1993), David Howard Hitchcock (né à Hawaï, 1861-1943), Ogura Yonesuke Itoh (né au Japon, 1870-1940), ʻ princesse Ka ʻiulani (née à Hawaï, 1875-1899), Herb Kawainui Kane (né au Minnesota 1928-), John Melville Kelly (né en Californie 1877-1962), Kate Kelly (1882-1964), Keichi Kimura (né à Hawaï1914-1988), Sueko Matsueda Kimura (née à Hawaï en 1912-), John Ingvard Kjargaard (né au Danemark en 1902), Alan Leitner (né en Californie en 1947-), Huc-Mazelet Luquiens (née au Massachusetts en 1881-1961), Genevieve Springston Lynch (née en Oregon, 1891 -1960), Alexander Samuel MacLeod (né au Canada, 1888-1956), Arman Tatéos Manookian (né à Constantinople, 1904-1931), Joseph Nāwahī (né à Hawaï, 1842-1896), Ben Norris (né en Californie, 1910-2006), Brook Kapūkuniahi Parker (né Kahalu'u, O'ahu le 31 juillet 1961- ), Louis Pohl (né à Cincinnati, 1915-1999), Shirley Ximena Hopper Russell (née à Los Angeles, 1886-1985), sculpteur Mamoru Sato (né Texas 1937-), Tadashi Sato (né à Hawaï de 1954 à 2005), Lloyd Sexton, Jr. (né à Hawaï de 1912 à 1990), Alice Louise Judd Simpich (née à Hawaï, 1918-2006), la céramiste Toshiko Takaezu (née à Hawaï, 1922-2011), Reuben Tam (né à Hawaï, 1916-1991), Masami Teraoka (né au Japon en 1936), le peintre John Paul Thomas (né en Alabama, 1927-2001), Madge Tennent (née en Angleterre, 1889-1972), William Twigg-Smith (né en Nouvelle-Zélande, 1883-1950), John Chin Young (né à Hawaï, 1909-1997), Jerry Vasconcellos (né à Hawaï, 1948 -), le photographe d'art Kim Taylor Reece (1949-)

## Œuvres sélectionnées d'art hawaïen indigène

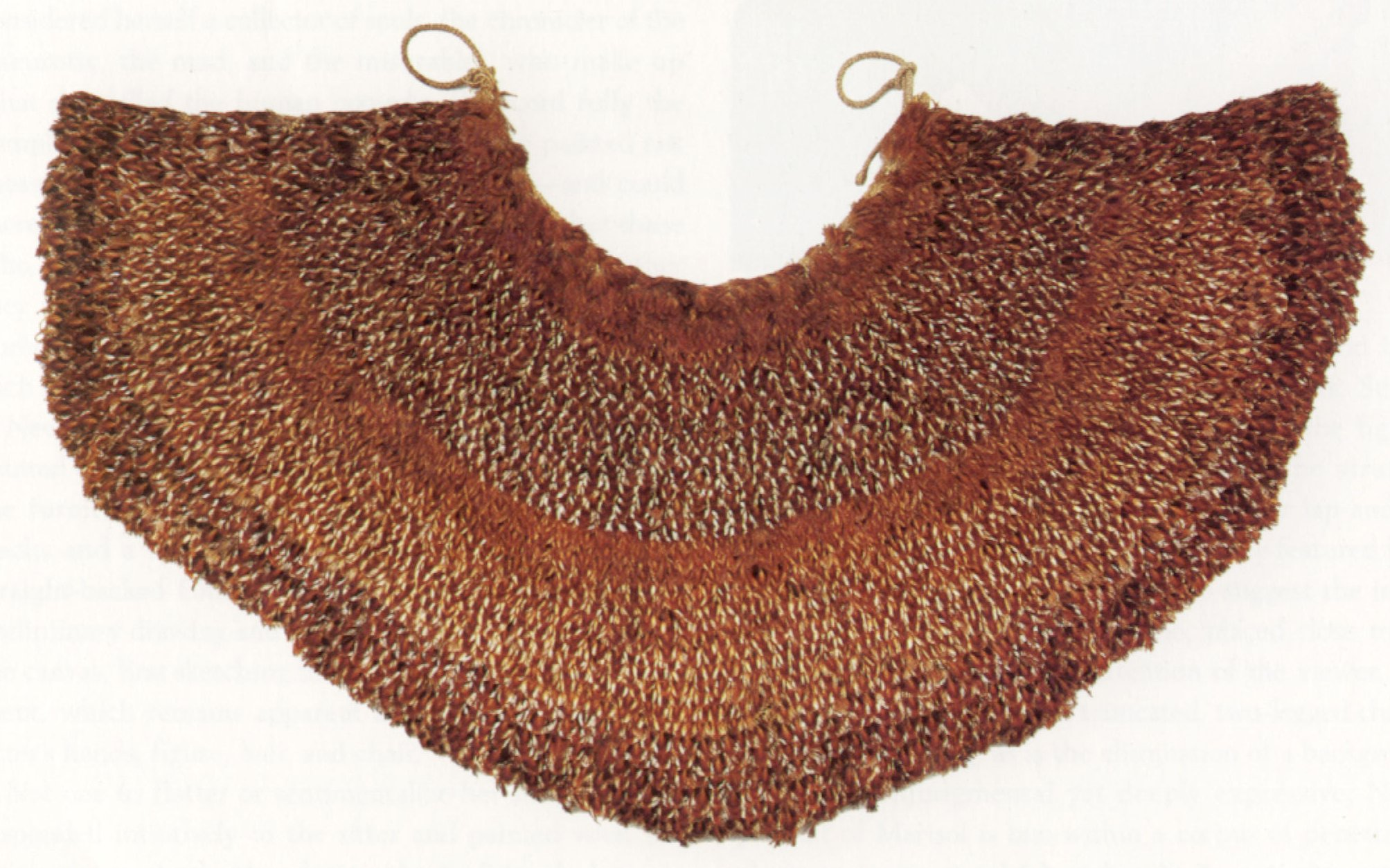
Cap hawaïen, 18e siècle ; plumes de pueo attachées sur un filet, Honolulu Museum of Art
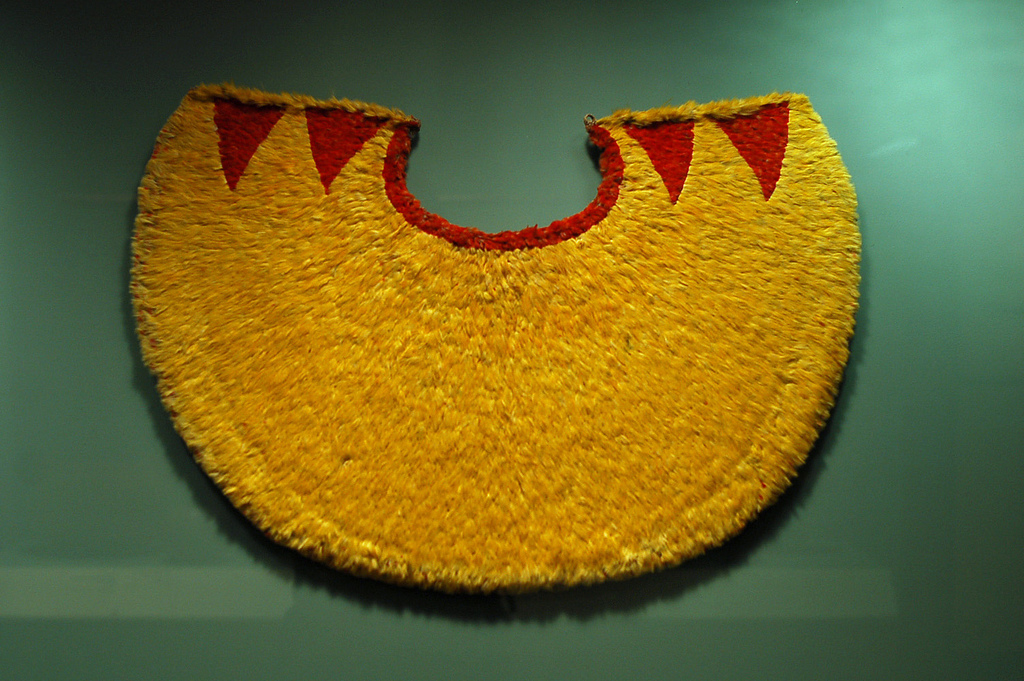
Ahuli ʻ (cap de plumes), îles hawaïennes, fin du XVIIIe-début du XIXe siècle ʻ ʻ ʻiwi et ʻ ō ʻ ō, filet de fibre olonā, Honolulu Museum of Art
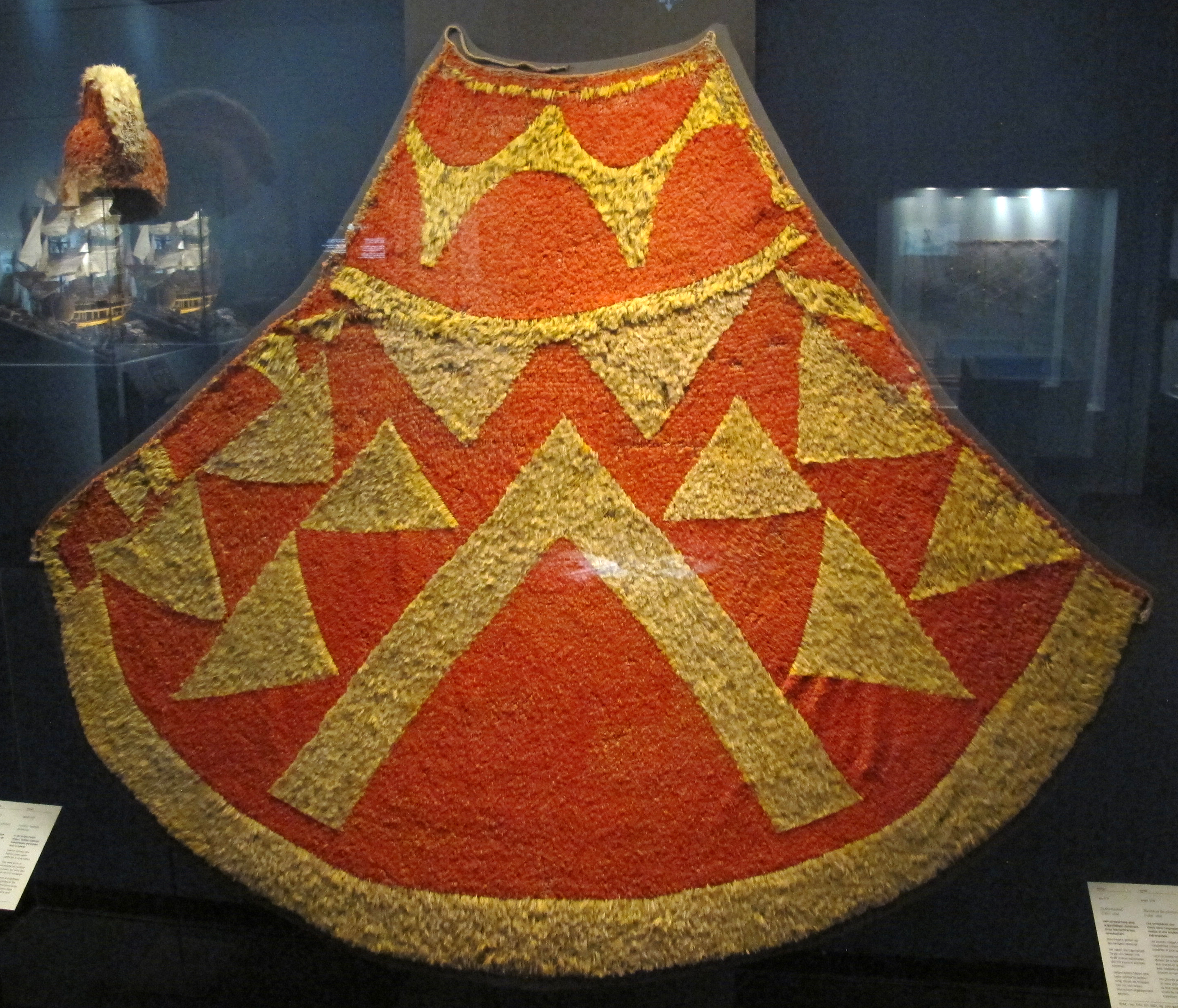
Cape Ahu Ula avec plumes, avant 1779, Historisches Museum Bern
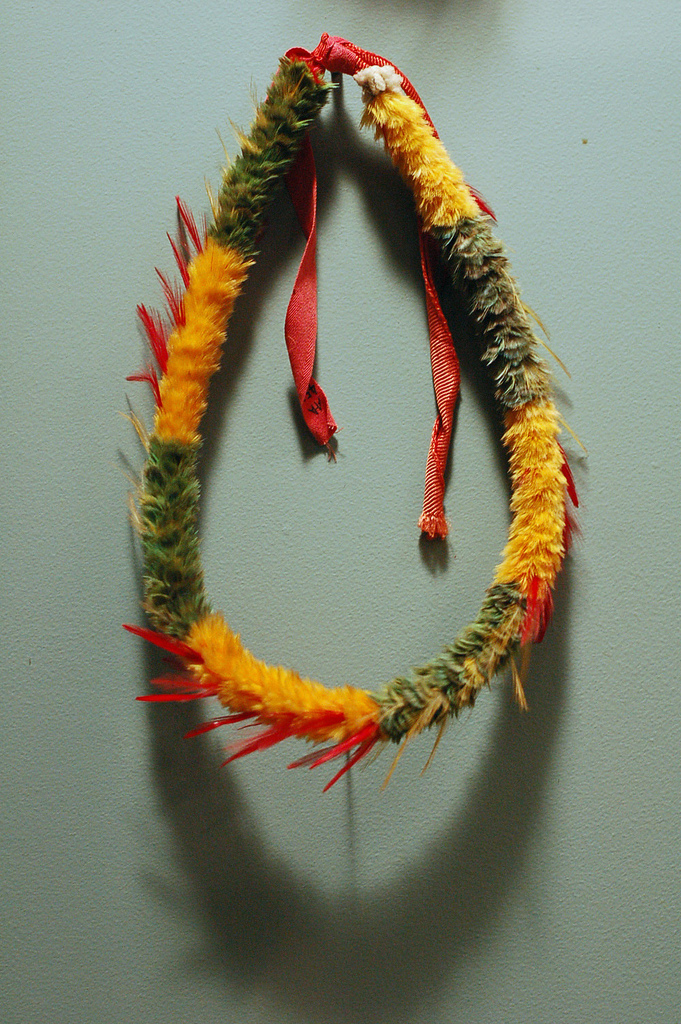
Lei Hulu ( lei de plumes), îles hawaïennes, 19e siècle, ʻ i ʻ iwi, ʻ ō ʻ ō, et ʻ ō ʻ ū plumes, Honolulu Museum of Art
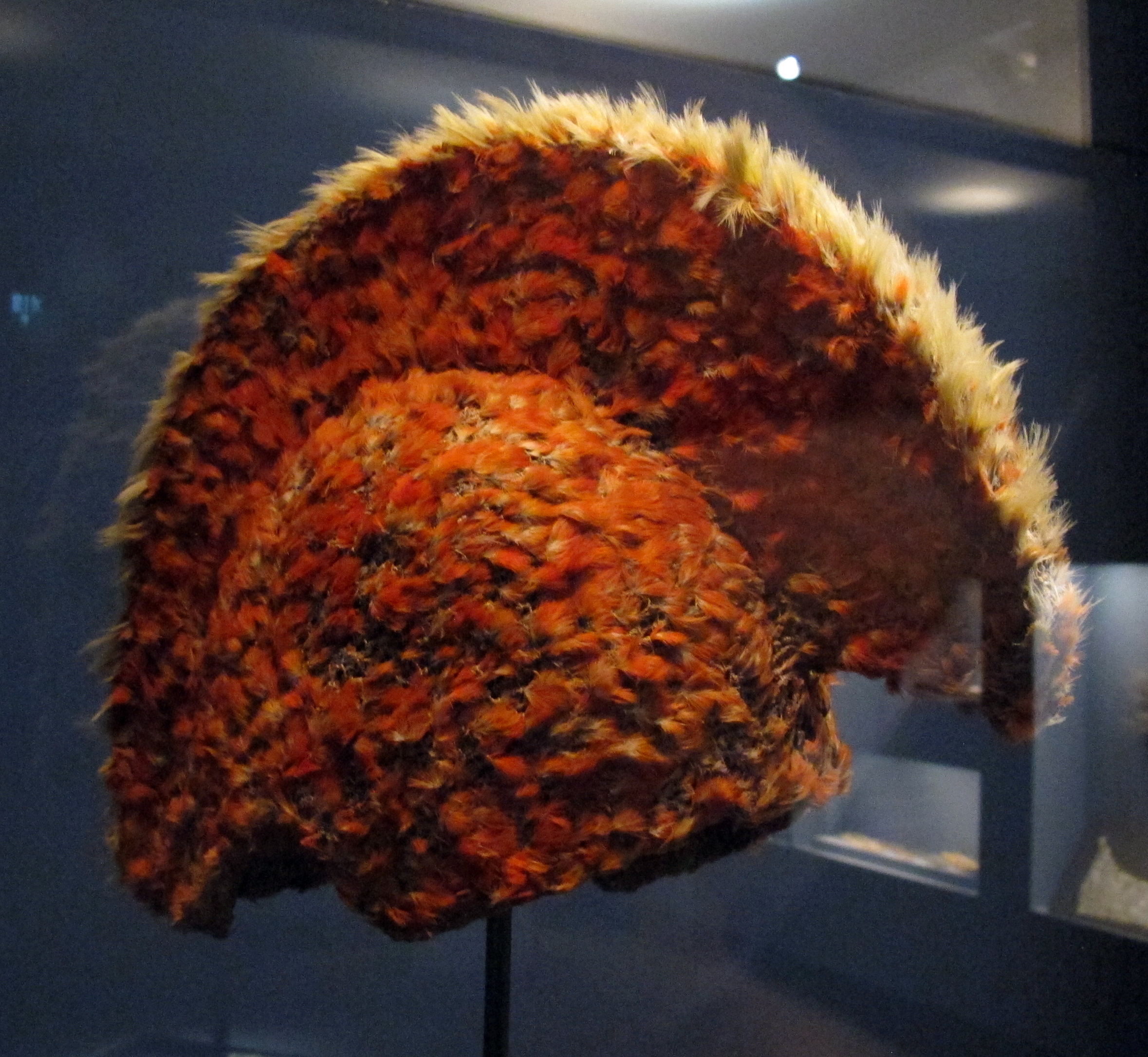
Heaume hawaïen en plumes, avant 1779, Historisches Museum Bern
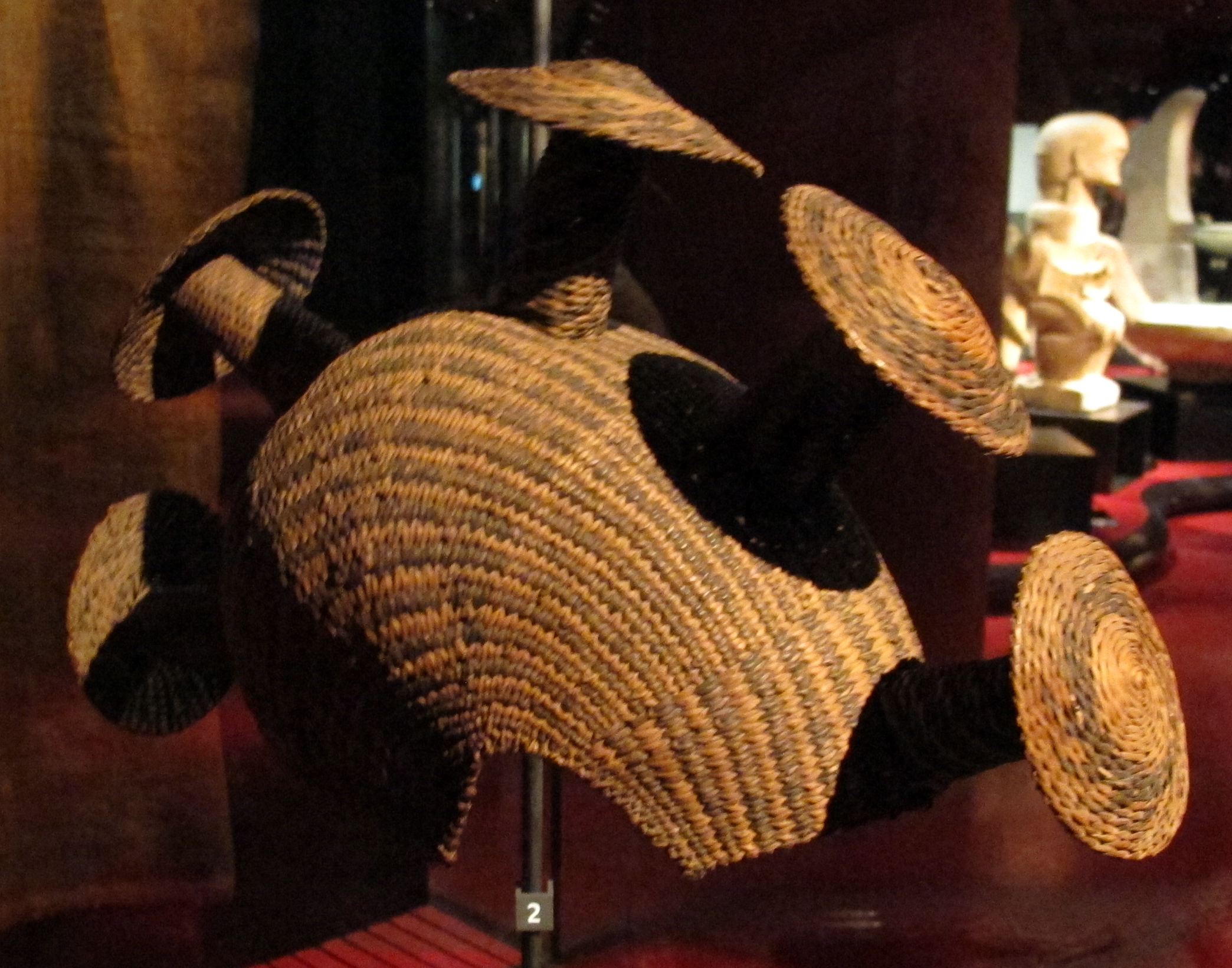
Heaume en mahiole, début du XIXe siècle, Musée du quai Branly, Paris
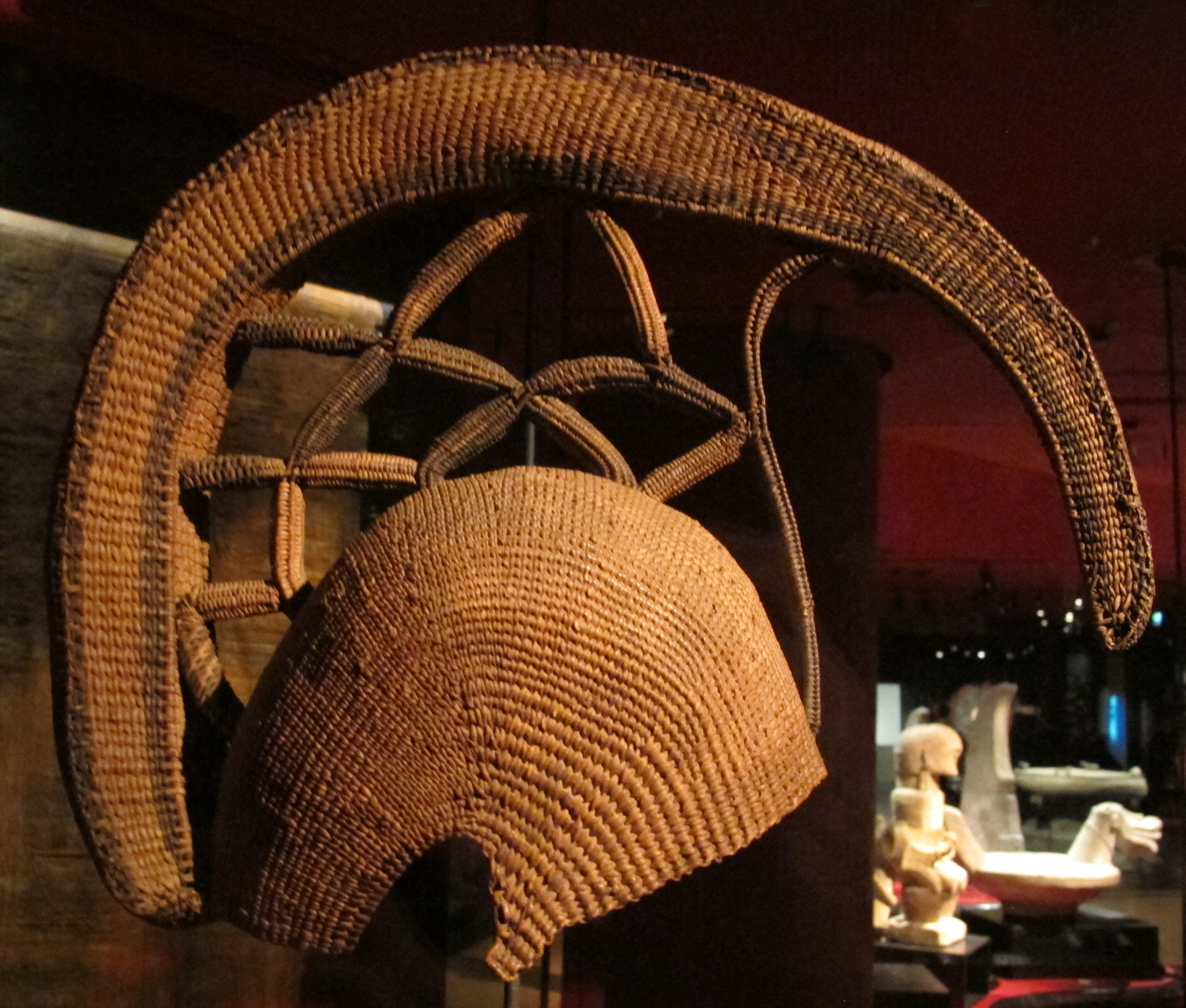
Heaume en mahiole, début du XIXe siècle, Musée du quai Branly, Paris
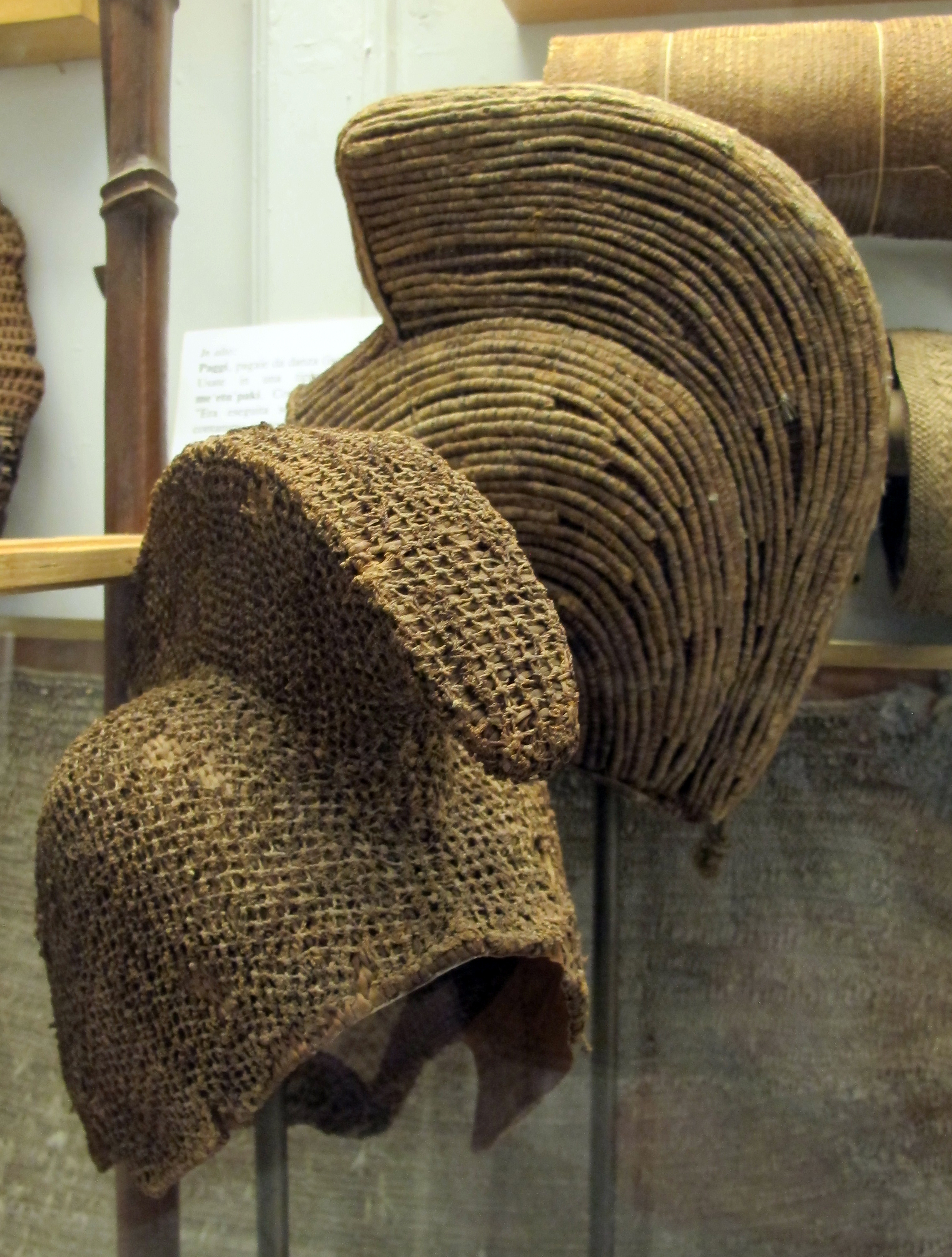
Deux heaumes à crête dits "de style hellénique", Museo di Storia Naturale, Florence
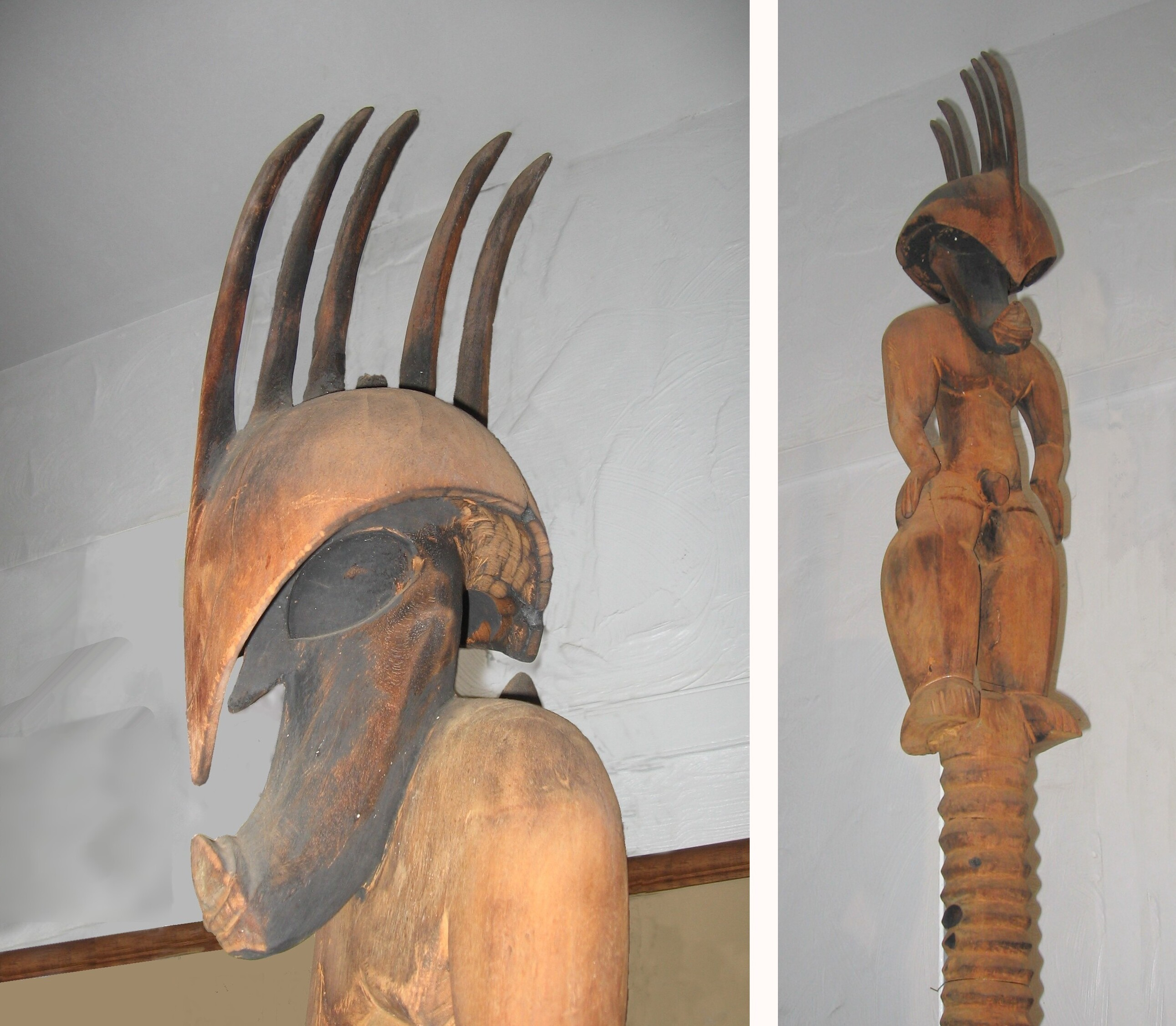
statue en bois de Kamapua ʻ du Bailey House Museum
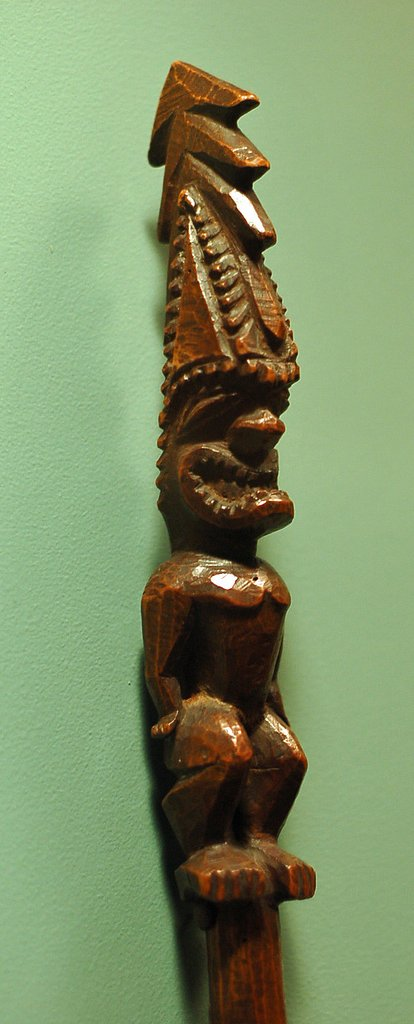
Akua Ka ʻ (image en bâton), fin XVIIIe-début XIXe siècle, Honolulu Museum of Art
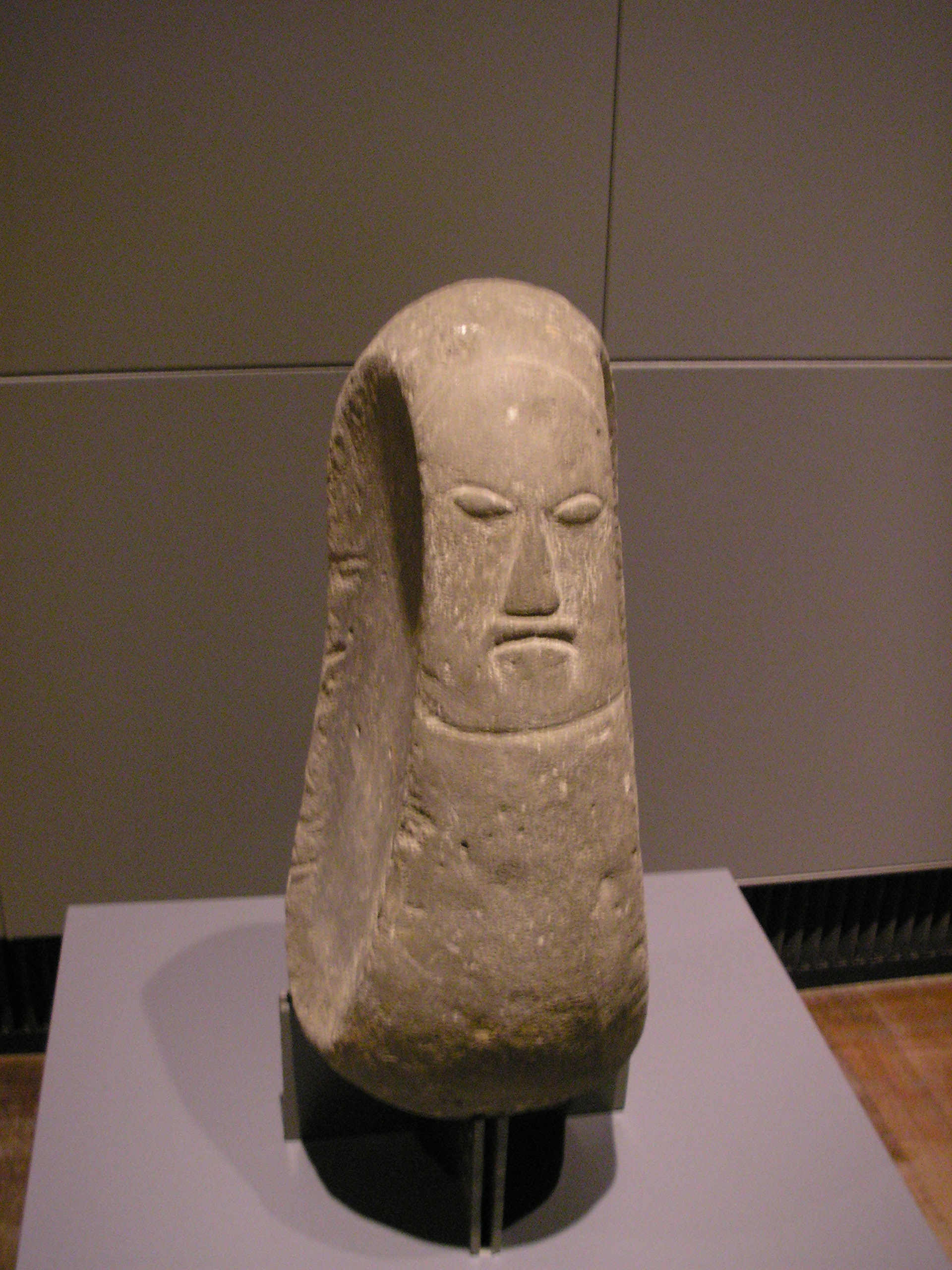
Probablement le dieu des sculpteurs de canoës, Musée ethnologique de Berlin
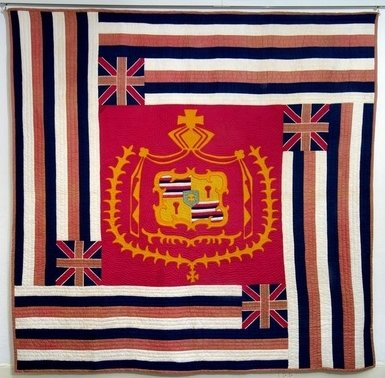
Ku ʻ u Hae Aloha (Mon drapeau bien-aimé) Courtepointe hawaïenne en coton de Maui, v. Années 1890, Mission Houses Museum, Honolulu, Hawaï
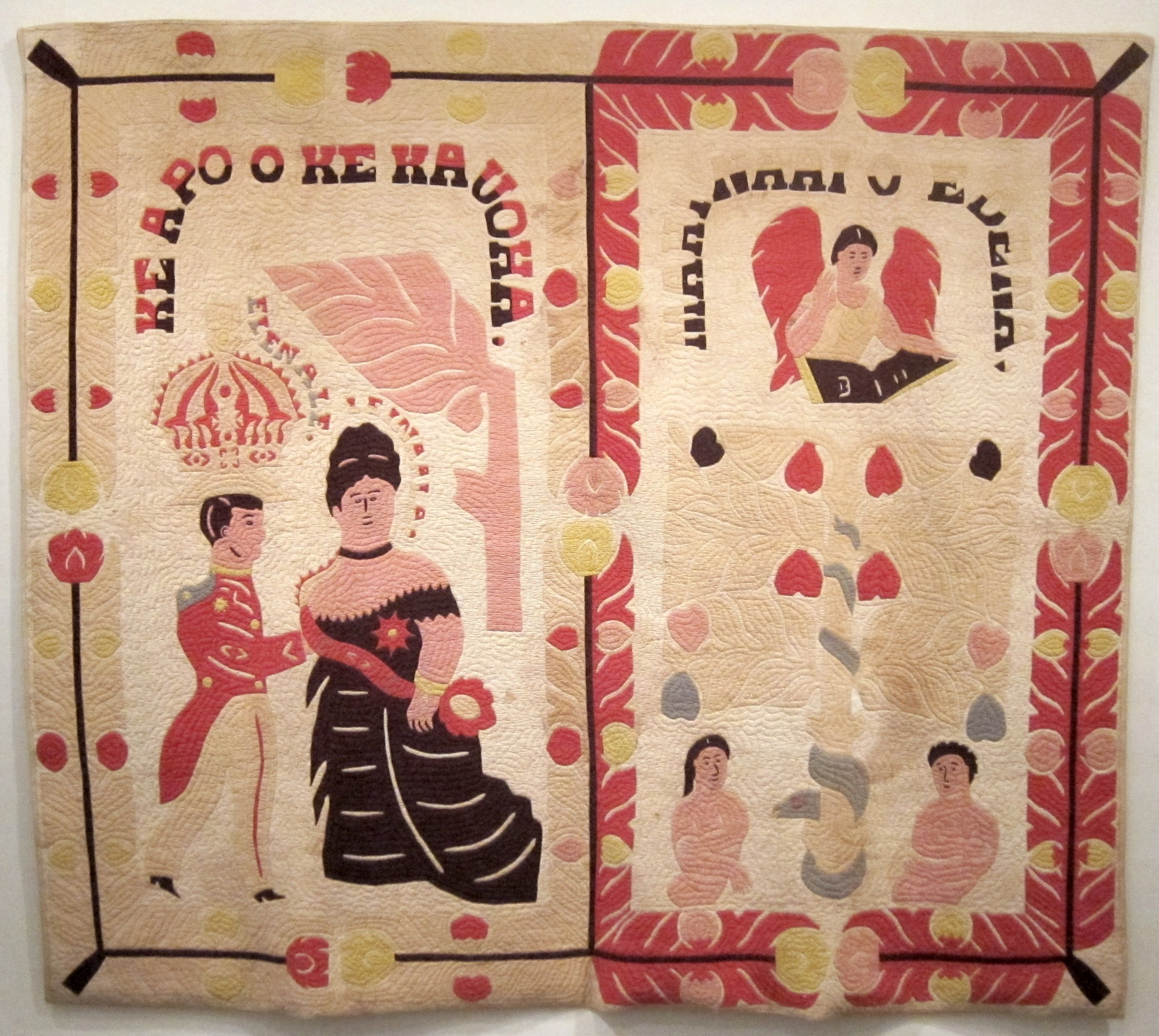
Na Kihapai Nani Lua ʻ O Edena a Me Elenale ( The Beautiful Unqualed Gardens of Eden and of Elenale ), courtepointe hawaïenne en coton, avant 1918, Honolulu Museum of Art
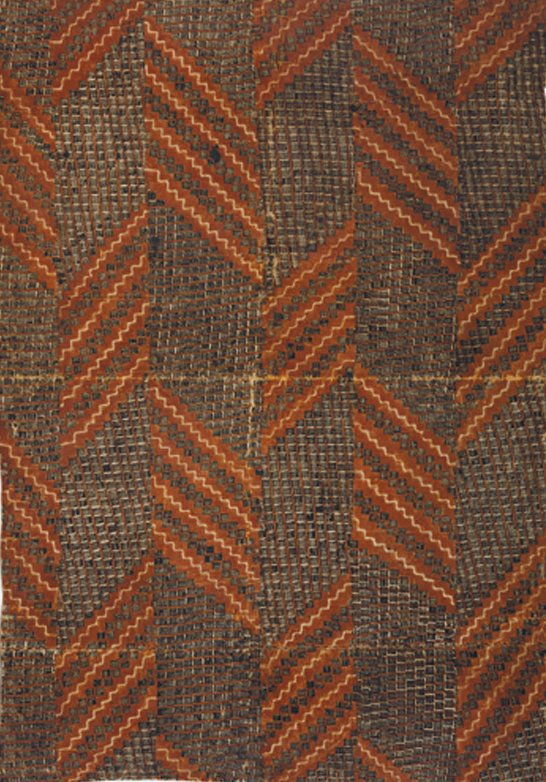
Kapa hawaïen, XVIIIe siècle, Collection Cook-Foster de l'Université de Göttingen, Allemagne
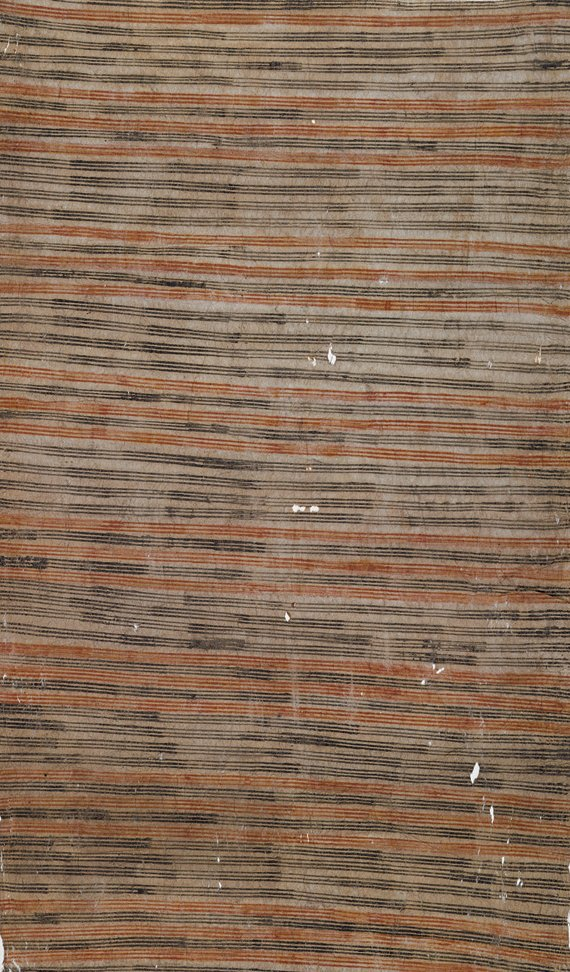
Kapa hawaïen, XVIIIe siècle, Collection Cook-Foster de l'Université de Göttingen, Allemagne
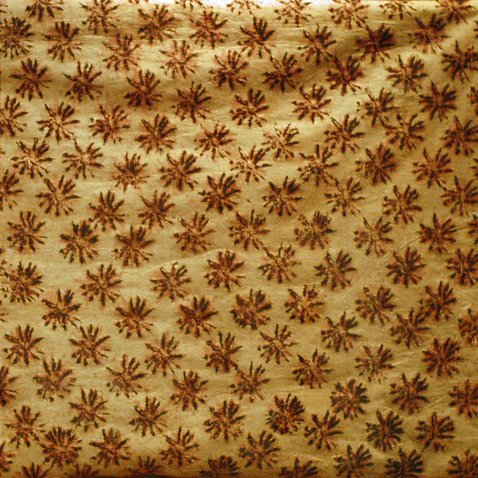
Kapa kilohana (tissu d'écorce), Hawaï, XIXe siècle, Honolulu Museum of Art
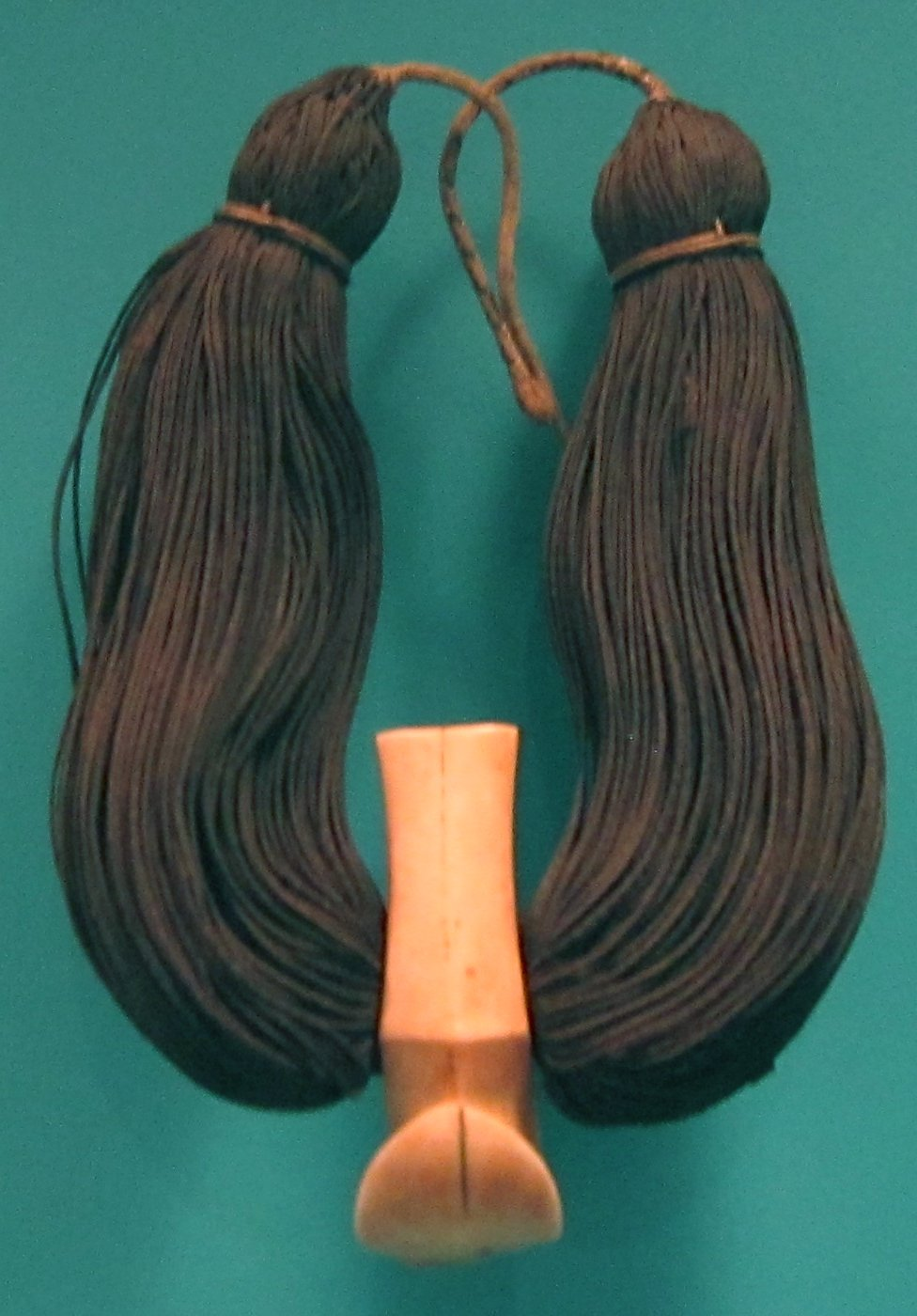
Lei niho palaoa (ornement de cou hawaïen), XIXe siècle, dent de cachalot sculptée, cheveux humains tressés, cordage olonā, Honolulu Museum of Art
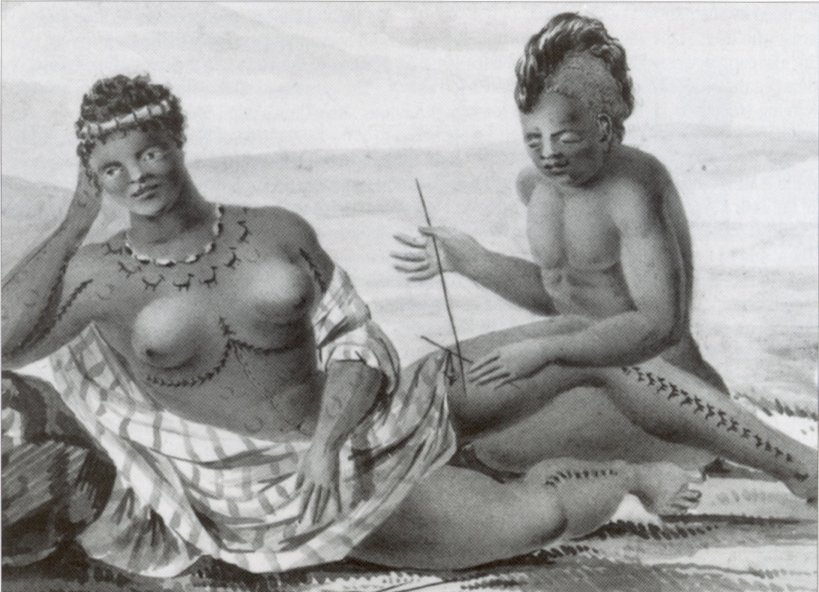
Tatouage, Îles Sandwich par Jacques Arago, Honolulu Museum of Art
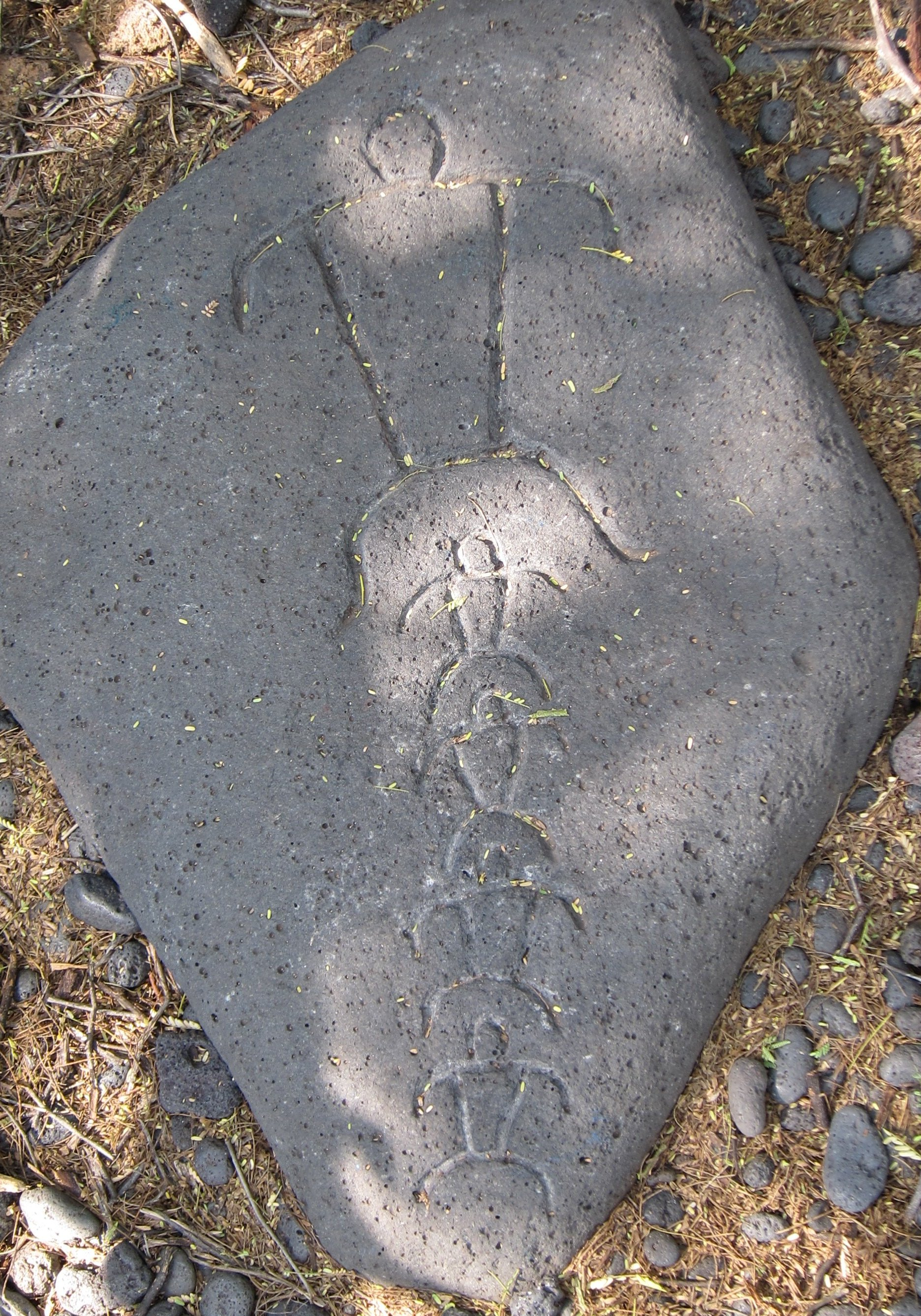
Pétroglyphe du district archéologique de Puako Petroglyph
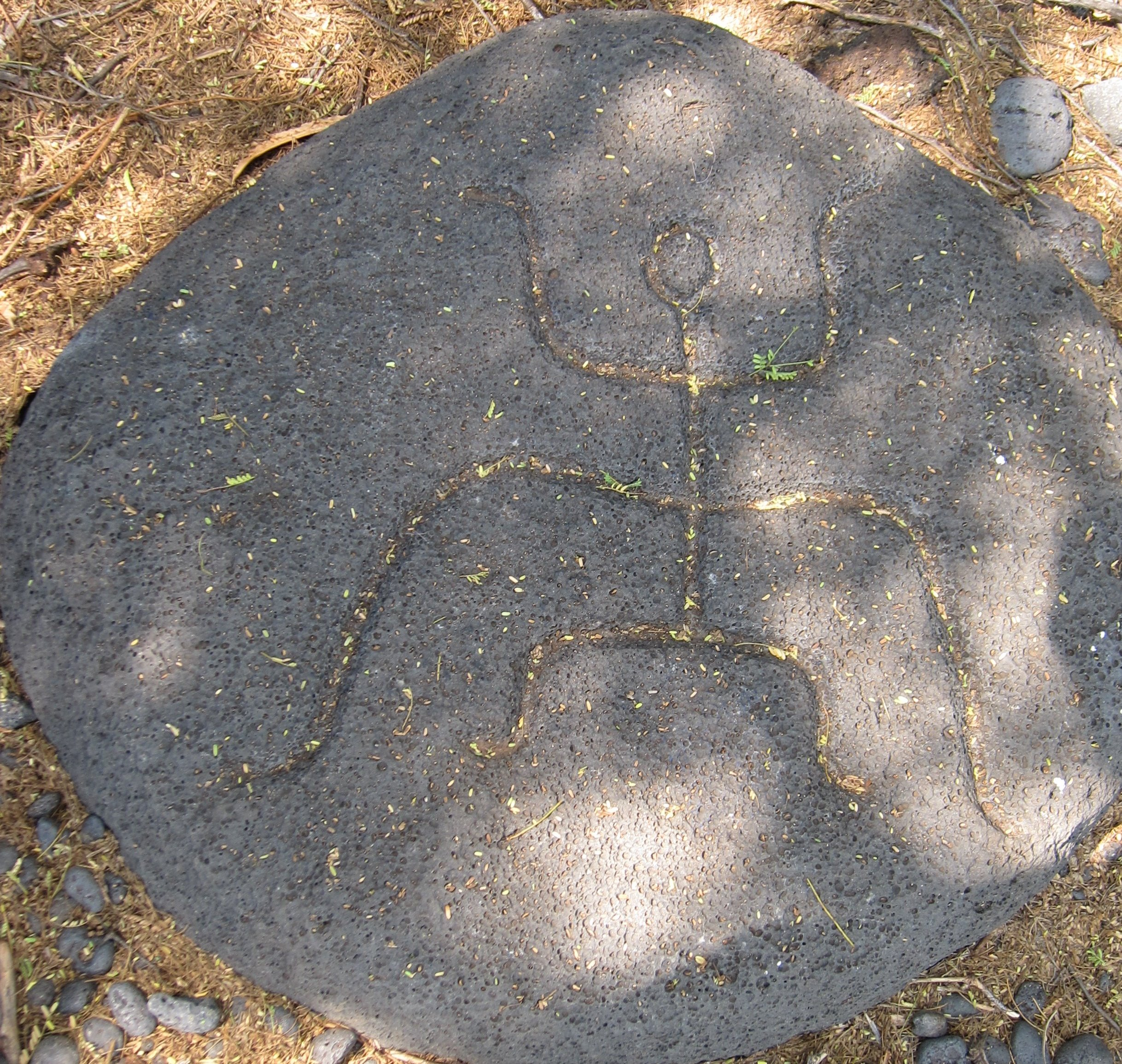
Pétroglyphe du district archéologique de Puako Petroglyph

## Source de la traduction
- (en) Cet article est partiellement ou en totalité issu de l’article de Wikipédia en anglais intitulé « Hawaiian art » (voir la liste des auteurs).